# نیمه‌شبی آرام (رمان)
نیمه‌شبی آرام (A Midnight Clear) سومین رمان از ویلیام وارتن، نویسندهٔ آمریکایی، است. این رمان که داستان آن بر اساس تجربهٔ شخصی وارتن است در سال ۱۹۹۹ پس از پرنده‌باز و به نام پدر به نام زندگی منتشر شد. داستان مربوط به شش سرباز آمریکایی است که مأموریت می‌یابند در دل جنگل آردنس یک مقر دیده‌بانی آلمانی را زیر نظر بگیرند، اما مأموریتشان از آنچه فکر می‌کردند سخت‌تر است. وارتن می‌گوید در هنگام نوشتن این رمان «به کشتار می لای در ویتنام فکر می‌کرده تا نشان دهد قتل‌عام به چه آسانی و سادگی انجام می‌شود. او واقعاً می‌دانست که چنین چیزی چقدر آسان است».

## خلاصهٔ داستان
داستان رمان در واپسین روزهای جنگ جهانی دوم و در جنگل آردنس اتفاق می‌افتد. شخصیت‌های اصلی شش سرباز آمریکایی هستند که رهبرشان ویلیام نات (یا به قول دوستانش، وونت) نام دارد. این سربازان خسته از جنگ مأموریت می‌یابند تا در عمارتی قدیمی در دل جنگل مستقر شوند تا پایگاه دیده‌وری آلمانی‌ها را در آن منطقه زیر نظر داشته باشند. چند روز پس از ورودشان صداهایی عجیب می‌شوند و متوجه آلمانی‌هایی می‌شوند که نشانه‌هایی عجیب از حضور خود برای این سربازان می‌گذارند. پس از مذاکراتی دشوار با آلمانی‌ها، سربازان جوان آمریکایی می‌فهمند که آلمانی‌ها قصد تسلیم دارند تا ارتش آن‌ها را به روسیه نفرستد. همه‌چیز ظاهراً آماده است تا صحنهٔ ساختگی تسلیم و اسیرگیری را اجرا کنند، اما جنگ هیچ‌گاه به این سادگی نیست.

## نظرات منتقدان
با آنکه این رمان به اندازهٔ پرنده‌باز محبوب نبود، نظرات عموماً مثبتی از منتقدان دریافت کرد؛ مثلاً توماس آر ادواردز از نیویورک تایمز در مورد این رمان می‌نویسد «تحقیقی موقر درباب جنگ، جوانی و مرگ است. این کتاب فوق‌العاده است». شروود ویلیامز از سی‌اس‌مانیتور کتاب نیمه‌شبی آرام را «حماسه‌ای بسیار قدرتمند از جنگ جهانی دوم» می‌خواند و دربارهٔ آن می‌نویسد «وارتون زشتی جنگ را خیلی بهتر به ما نشان می‌دهد، چون به‌جای آنکه موشکافانه به توحش جنگ بپردازد، لذت زندگی را در دل این داستان بازگو می‌کند».

## اقتباس سینمایی
در سال ۱۹۹۲، فیلمی با همین نام (A Midnight Clear) از روی رمان نیمه‌شبی آرام ساخته شد. بازیگرانی همچون ایثن هاک و گری سینایس در این فیلم ایفای نقش می‌کنند. فیلم نیز با استقبال منتقدان روبه‌رو شد و در حال حاضر در سایت راتن تومیتوز نمرهٔ ۸۸٪ دارد. یکی از ویژگی‌های منحصربه‌فرد این فیلم شیوهٔ نشان‌دادن رابطه با سربازان دشمن است: «یکی از اثرگذارترین ابعاد فیلم نیمه‌شبی آرام این است که وقتی زمان کشتن می‌رسد، سربازان دشمن دیگر افرادی بی‌چهره و ناشناس نیستند». واشینگتن پست فیلم را تحسین می‌کند و می‌نویسد «فیلمی جنگی که به هیچ فیلم جنگی دیگر شبیه نیست؛ دستاوردی فوق‌العاده که بیش از خون و گلوله، سرشار از روح است».

## ترجمه به فارسی
- نیمه‌شبی آرام | ویلیام وارتون؛ مترجم: علیرضا شفیعی‌نسب، تهران: نشر خوب، ‏۱۳۹۹. ‬ شابک ۹۷۸-۶۲۲-۶۹۸۳-۷۱-۶ ‬‬‬[۸]